# Pseudolorryia striata
Pseudolorryia striata är en spindeldjursart som beskrevs av Momen och Lundqvist 1996. Pseudolorryia striata ingår i släktet Pseudolorryia, och familjen Tydeidae. Arten är reproducerande i Sverige.